# 1077 Campanula
1077 Campanula este un asteroid din centura principală, descoperit pe 6 octombrie 1926, de Karl Reinmuth.